# Ligabue in Arena
Ligabue in Arena è un video live di Luciano Ligabue pubblicato nel 2000 sia in versione VHS che in DVD.
Il video documenta il concerto tenuto all'Arena di Verona nel Settembre del 1999 durante il Miss Mondo Tour.
La versione DVD include anche il dietro le quinte del concerto, le interviste e la discografia dell'artista e i link ai siti internet.

## Tracce
1. Tra palco e realtà
2. Si viene e si va
3. Almeno credo
4. Quella che non sei
5. Seduto in riva al fosso
6. Il giorno di dolore che uno ha
7. Sulla mia strada
8. Hai un momento, Dio?
9. Miss mondo '99
10. Piccola stella senza cielo
11. Ho perso le parole
12. Viva!
13. L'odore del sesso
14. Vivo morto o X
15. Sogni di rock 'n' roll
16. Una vita da mediano
17. A che ora è la fine del mondo?
18. Non è tempo per noi
19. Libera nos a malo
20. Balliamo sul mondo
21. Leggero
22. Ho messo via
23. Urlando contro il cielo
24. Certe notti
25. Il mio nome è mai più (ft. Jovanotti, Piero Pelù)

### Contenuti Speciali
- Dietro le quinte e backstage concerto
- Interviste e commenti di Luciano alle canzoni
- Discografia completa
- Link ai siti internet